# Vory v zakone (film)
Vory v zakone (Воры в законе) è un film del 1988 diretto da Jurij Kara.

## Trama
Il film racconta lo scontro tra due leader di bande criminali di una città costiera.